# Vrpolje
Vrpolje falu és község Horvátországban, Bród-Szávamente megyében. Közigazgatásilag Vrpoljén kívül Čajkovci és Stari Perkovci települések tartoznak hozzá.

## Fekvése
Bród központjától légvonalban 31, közúton 42 km-re északkeletre, Szlavónia középső részén, a Bródról Vinkovcira menő főút mentén fekszik.

## Története
A határában feltárt leletek alapján Vrpolje területe már az őskorban lakott volt. A falutól 2,5 km-re északnyugatra, Stari Perkovcitól 2,5 km-re keletre a Brežnica-patakkal párhuzamos, mintegy 900 méter hosszúságú dombháton 1985-ben két, cseréptöredékekkel teli hulladékgödröt tártak fel, melyek az újkőkorszak kezdeti időszakához, a Starčevo-kultúrához tartoztak.
A történeti források alapján a mai település a török uralom idején keletkezett valószínűleg Boszniából érkezett katolikus horvátok betelepülésével. Első írásos említése az 1545-ös török defterben a Diakovári kádiluk és a Prikraji náhije részeként történt. 1702-ben 26 háztartást számláltak a településen. 1717-ben a diakovári püspökség birtokai között szerepel. 1734-ben Vrpolje már plébánia székhelye volt, ahol állt a fából épített Keresztelő Szent János plébániatemplom és a plébániaház is. 1745-től a katonai igazgatás bevezetése után a bródi határőrezredhez tartozott. 1780-ban a katonai leírás szerint már kőből épített templom és plébánia állt a településen.
 Nevezetes nap a település életében 1817. október 23. amikor Ferenc császár és felesége Karolina császárné ide látogatott. Erről az eseményről a plébániatemplom homlokzati falán emléktábla emlékezik meg. A császár a rossz utakat látva ekkor rendelte el új út építését Vrpolje és Eszék között.
Az első katonai felmérés térképén „Verpolie” néven található. Lipszky János 1808-ban Budán kiadott repertóriumában „Verpolje” néven szerepel. Nagy Lajos 1829-ben kiadott művében „Verpolye” néven 215 házzal, 1189 katolikus és 8 ortodox vallású lakossal találjuk. A katonai közigazgatás megszüntetése után 1871-ben Verőce vármegyéhez csatolták.
A településnek 1857-ben 278, 1910-ben 535 lakosa volt. Verőce vármegye Diakovári járásának része volt. Az 1910-es népszámlálás adatai szerint lakosságának 71%-a horvát, 14%-a német, 7%-a magyar anyanyelvű volt. Az első világháború után 1918-ban az új szerb-horvát-szlovén állam, majd később (1929-ben) Jugoszlávia része lett. 1991-től a független Horvátországhoz tartozik. 1991-ben lakosságának 94%-a horvát nemzetiségű volt. 2011-ben a településnek 1759, a községnek összesen 3521 lakosa volt.

## Lakossága
| Lakosság változása | Lakosság változása | Lakosság változása | Lakosság változása | Lakosság változása | Lakosság változása | Lakosság változása | Lakosság változása | Lakosság változása | Lakosság változása | Lakosság változása | Lakosság változása | Lakosság változása | Lakosság változása | Lakosság változása | Lakosság változása |
| ------------------ | ------------------ | ------------------ | ------------------ | ------------------ | ------------------ | ------------------ | ------------------ | ------------------ | ------------------ | ------------------ | ------------------ | ------------------ | ------------------ | ------------------ | ------------------ |
| 1857               | 1869               | 1880               | 1890               | 1900               | 1910               | 1921               | 1931               | 1948               | 1953               | 1961               | 1971               | 1981               | 1991               | 2001               | 2011               |
| 1.113              | 1.150              | 1.075              | 1.305              | 1.335              | 1.454              | 1.384              | 1.591              | 1.740              | 1.894              | 2.199              | 2.226              | 2.094              | 2.113              | 2.110              | 1.759              |

## Gazdaság
A helyi gazdaság alapja a mezőgazdaság, különösen a gyümölcs és zöldségtermesztés. 
2002-ben a szárított gyümölcsöket és zöldségeket feldolgozó üzem nyílt (Sušionica d. o. o.) a településen. A régió nevezetes tradicionális ételeiről. A község egész területén adottak a feltételek a vadászathoz, a Biđa-patak közelsége pedig kedvező feltételeket biztosít a horgászathoz. Az idegenforgalom fejlesztésének biztosítéka a község két sport- és szabadidős övezete, a perkovci „Dobrevo” és a vrpoljei „Ciglana”.

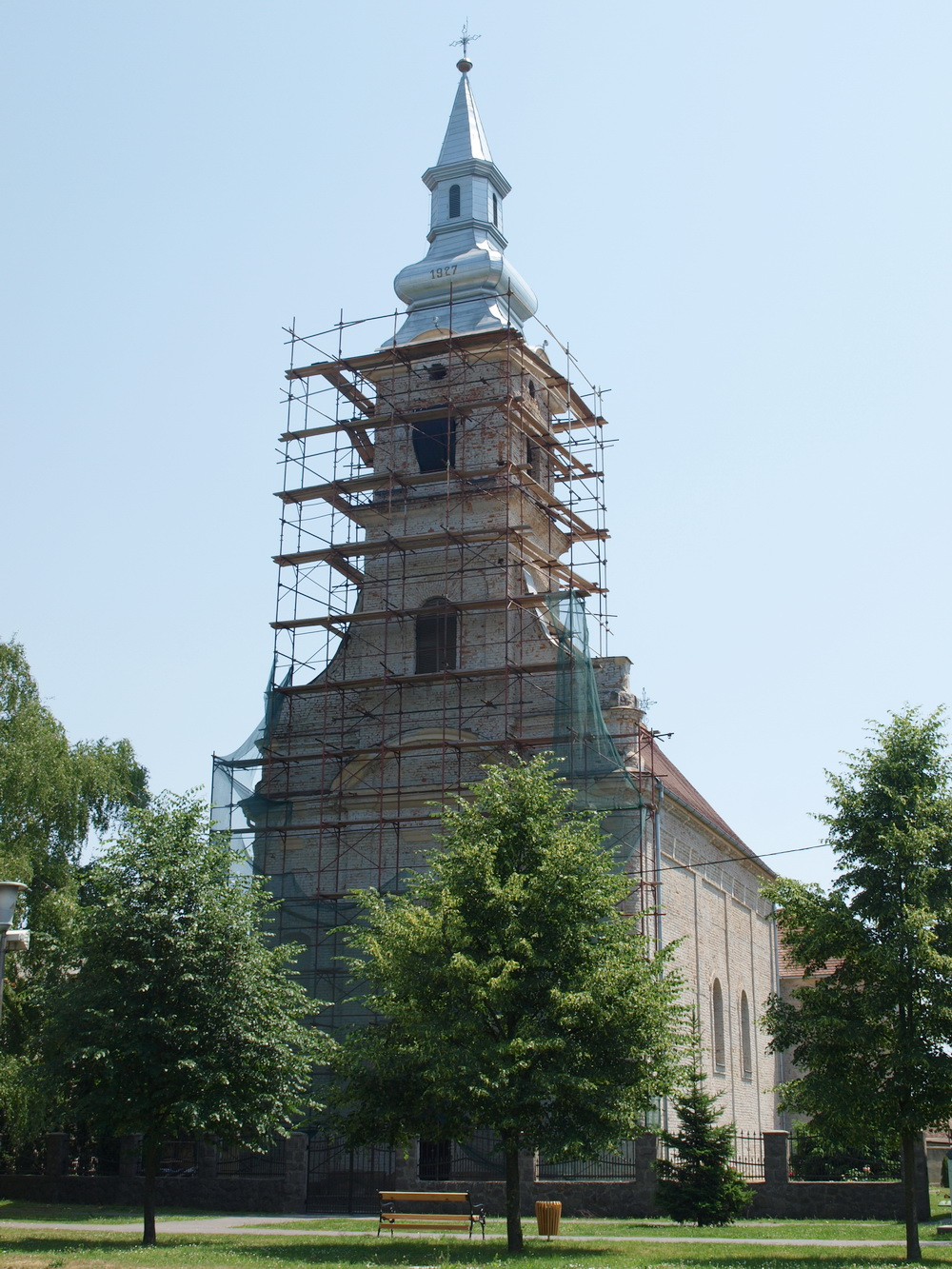
A Keresztelő Szent János plébániatemplom

## Nevezetességei
Keresztelő Szent János tiszteletére szentelt római katolikus plébániatemploma 1772 és 1774 között épült későbarokk-klasszicista stílusban. Egyhajós épület félköríves szentéllyel, melyhez emeletes sekrestye csatlakozik. A homlokzat felett áll a hagymakupolás, laternás toronysisakkal ellátott hararangtorony. A hajót dongaboltozat, a szentélyt félkupola fedi. A függőlges lizénákkal tagolt homlokzatot a bejárati kapu mellett kétoldalt ívelt négyszögű mélyedések, felül pedig a félköríves záródású ablak mellett kétoldalt félköríves falfülkék, a mennyezeti falkoszorú felett pedig lunetta és attika díszítik. Berendezéséből említésre méltó a keresztelőmedence és Ivan Meštrović Keresztelő Szent János szobra. A plébániát 1660-ban alapították. A mai plébániaházat 1901-ben építették. A templom előtt a parkban áll Meštrović „Anya és gyermeke” című szobra.
A falu nagy szülötte Ivan Meštrović tiszteletére 1972. június 3-án szülőháza helyén emlékgalériát avattak. A galéria Meštrović művein kívül mintegy 40 neves művész alkotásait mutatja be. Ivan Meštrović alkotásainak gyűjteménye eredeti alkotásokat, bronzszobrokat és domborműveket tartalmaz, többnyire családja portréit, amelyek a mester sajátságos és jelentős művészeti alkotásait képviselik. A művek 1905 és 1946 között készültek. A gyűjtemény két portrét is tartalmaz Ivan Meštrovićról, horvát művészek, Omer Mujadžić (olaj, vászon 1975-ből) és Ivo Kerdić (1953-as érem) alkotásait. A művészeti gyűjtemény horvát művészek, tanítványok és munkatársak (Radauš, Kršinić, Krstulović, Mirković, Krizman, Janeš), valamint helyi művészek alkotásait (érmek, táblák, festmények, rajzok, nyomatok, szobrok, poszterek) tartalmazza. A gyűjtemény két darabja látható a galéria előtti parkban: Frano Kršinić 1972-es és Vanja Radauš 1975-ös alkotásai.
Az 1855. számú Vrpolje - Velić út mentén a Grebčina nevű helyen késő középkori temető van sírkövekkel. A temető keleti részén egy macadámút út halad át. A múltban távvezeték oszlopok telepítése részben károsította a lelőhelyet. Körülbelül ötven síremlék található a temetőben. Régészeti feltárásokat nem végeztek. A sírok többségét díszítetlen sírkövek jelölik, csak egy sírláda alakú sírkövet díszítenek domborművek. A vrpoljei temető egy több évszázados útkereszteződés mellett helyezkedik el, amely az őskor, az ókor, a középkor és az újkor idején a fő kommunikációs kapcsolatot képezte az Adriai-tenger partja és Dalmácia belseje között. A középkori temető kora a 13. és 16. század eleje közötti időre nyúlik vissza.

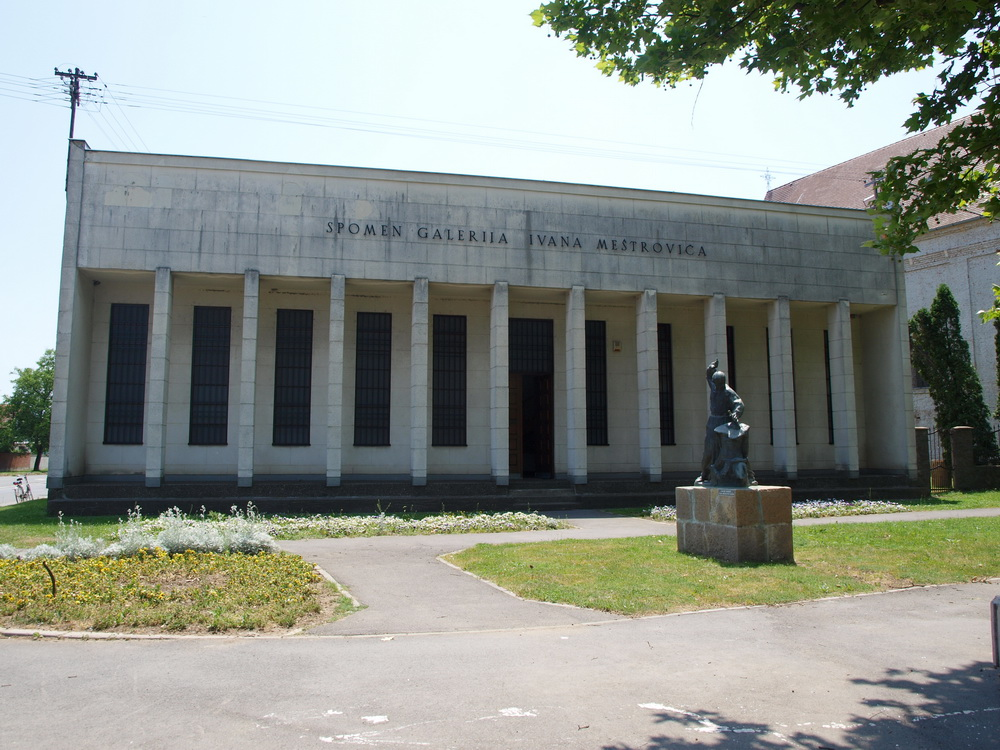
Az Ivan Meštrović emlékgaléria

## Kultúra
A helyi kulturális élet kezdetei a 19. század végéig nyúlnak vissza, amikor Josip Wallinger plébános megérkezett Vrpoljébe és ösztönzésére 1893-ban megalapították a horvát olvasótermet. Az első tamburazenekart, amelyet Josip Vajda tanár vezetett 1900-ban alapították. A továbbiakban főként ennek keretében folytatódott a település kulturális élete, míg végül eljutottak a kulturális egyesület létrehozásának gondolatáig. A horvát olvasóterem több tagja az 1957. március 3-i alapító gyűlésen létrehozta az „Ivan Meštrović” kulturális és művészeti egyesületet. Az egyesület a település híres szülöttének nevét vette fel. Képviselői levelet küldtek az Amerikában élő Ivan Meštrovićnak, amelyben tájékoztatták őt, hogy tiszteletére emlékházat építenek. A mester válaszában támogatta az elképzelést és egyik munkáját, az 1905-ben Bécsben alkotott „Anya és gyermeke” című művét küldte a leendő emlékgalériához, melyet 1972-ben nyitottak meg. Az egyesület azóta tovább fejlődött, énekkara, folklóregyüttese és tamburazenekara számos kulturális eseményen lépett fel otthon és külföldön egyaránt. Ma férfi- és női énekkarból, nyugdíjas énekkarból, felnőtt és gyermek folklór szekcióból és színjátszó szekcióból áll. Több mint száz aktív és támogató taggal rendelkezik, kulturális műhelyeket, összejöveteleket szervez, továbbá részt vesz minden fontos kulturális és művészeti eseményen és ápolja a kapcsolatokat más hasonló szervezetekkel.
1969-tól az 1980-as évekig „Gitarijada Vrpolje” néven rendezték meg a településen a „megalapítatlan rockzenekarok presztízs gitárfesztiválját”. A fesztivál minden évben három napig tartott. Az akkori Jugoszlávia egész területéről érkezett résztvevők a környező házakban, illetve a rendezvényterem körüli füves területen aludtak. Az esemény az 1970-es évek végére Jugoszlávia egyik legjelentősebb gitárfesztiváljává nőtte ki magát. A legjelentősebb 1979-as 11. fesztivál volt, melyet maratoni show-nak neveztek el. Végül 1980-as évek elején a rendezvényt beszüntették.
A könyvtár elődjét a horvát olvasótermet 1893-ban alapították. A könyvtár ma mintegy 3000 kötetet tartalmaz.

## Oktatás
Vrpolje első iskolát Mária Terézia uralkodása alatt, 1776-ban hozták létre. Ez egy triviális iskola volt, mely 1796-ban befejezte munkáját. A településen csak 1830-ban folytatódott az oktatás. A régi iskola 1876-ban épült és 1980-ig működött. A mai új iskolaépületet és sportcsarnokot 1980-ban építették és nyitották meg. 2002 nyarán az úgynevezett "régi iskola" épületét lebontották. Az iskola ma nyolc osztállyal működik a község teljes területére kiterjedő hatókörrel. A čajkovci és a perkovci kerületi iskolákban csak az alsó tagozatos osztályokat tanítják. Ma az iskolában mintegy 540 diák tanul. 1964 óta viseli Ivan Meštrović nevét.

## Sport
- Az NK Sloga Vrpolje labdarúgóklub a megyei 3. ligában szerepel.
- Az RK Vrpolje kézilabdaklub felnőtt csapata a megyei 1. ligában játszik, míg az ifjúsági és serdülőcsapat az Eszék-Baranya megyei 1. és 2. ligában szerepel.
- TK Vrpolje taekwondoklub

## Egyesületek
Az önkéntes tűzoltóegyletet 1924-ben alapították.

## Híres emberek
Itt született 1883. augusztus 15-én Ivan Meštrović világhírű horvát szobrászművész és építész. (Szülei dalmáciaiak voltak, akik mezőgazdasági idénymunkán tartózkodtak Szlavóniában).